# Achim Wehl

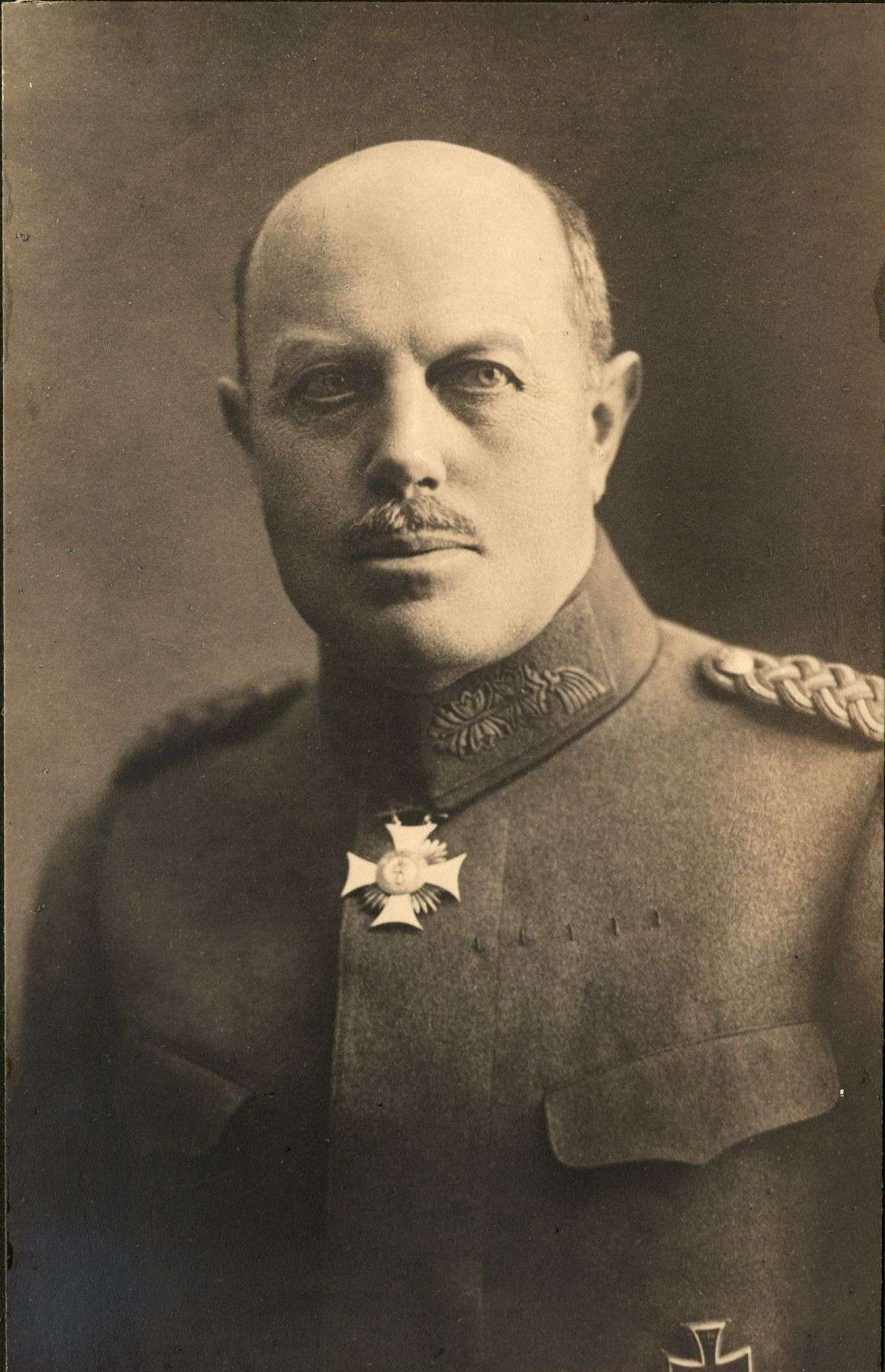
Achim Wehl als Generalmajor

Emil Friedrich Achim Wehl (* 16. November 1863 in Dresden; † 17. Januar 1930 in Cannstatt) war ein württembergischer Generalmajor und Kommandeur der 26. Kavallerie-Brigade (1. Königlich Württembergische) im Ersten Weltkrieg.

## Leben

### Herkunft
Achim Wehl war Sohn des Geheimen Hofrats und späteren Intendanten des Stuttgarter Hoftheaters Feodor von Wehl (1821–1890) und dessen Ehefrau Mathilde geb. Treusein (1829–1898). Nach Absolvierung des Gymnasiums in Stuttgart trat er 1882 in den Militärdienst ein.

### Militärkarriere
Nach dem Schulbesuch trat Wehl am 27. September 1882 als Fahnenjunker in das Dragoner-Regiment „Königin Olga“ (1. Württembergisches) Nr. 25 ein und avancierte dort mit Patent vom 7. Februar 1884 zum Sekondlieutenant. Am 14. Oktober 1892 wird Wehl unter Versetzung in das Ulanen-Regiment „König Wilhelm I.“ (2. Württembergisches) Nr. 20 und unter Vorbehalt der Patentierung zum Premierleutnant befördert. Nachdem Wehl mit Verfügung vom 10. September 1898 zum überzähligen Rittmeister befördert wurde, erfolgte am 25. März 1899 seine Ernennung zum Eskadronchef. Zum 1. April 1902 erfolgte mit Bezug des Hauptmanns-Gehalt I. Klasse seine Einweisung in die Offiziersgehälter.
Mit Allerhöchster Ordre vom 6. Mai 1904 wurde ihm die Erlaubnis zur Anlegung des Ehrenkreuzes II. Klasse des Fürstlich Schaumburg-Lippischen Hausordens erteilt und im Oktober desselben Jahres erfolge seine Ernennung zum Adjutanten der 26. Division (1. Königlich Württembergische) unter Generalleutnant Albrecht Herzog von Württemberg. Dort wurde ihm mit Verfügung vom 25. Februar 1906 das Ritterkreuz I. Klasse des Friedrichs-Ordens verliehen. Zum 13. September wurde er zum überzähligen Major befördert und mit Wirkung vom 1. Oktober 1906 zum Adjutanten des XIII. (Königlich Württembergisches) Armee-Korps ernannt.
Im September 1909 erhielt er als Major die Erlaubnis zur Anlegung des Königlich Preußischen Roten Adler-Ordens 4. Klasse und des Königlich Bayerischen Militärverdienstordens 4. Klasse mit der Krone, ehe er mit Verfügung vom 25. Juli 1910 zum Stab des Ulanen-Regiment „König Wilhelm I.“ (2. Württembergisches) Nr. 20 versetzt wurde. Dort wurde ihm im September das Ritterkreuz des Ordens der Württembergischen Krone verliehen. Am 22. April 1912 wurde Wehl zum Kommandeur des Dragoner-Regiment „König“ (2. Württembergisches) Nr. 26 ernannt und im Februar 1913 zum Oberstleutnant befördert.
Mit Ausbruch des Krieges nahm Wehl sodann mit seinem Dragoner-Regiment an den Kämpfen an der Westfront teil und wurde als deren Kommandeur am 27. Januar 1915 zum Oberst befördert. Nachdem das Regiment als Teil der 7. Kavallerie-Division Ende Oktober 1915 als Reserve der Obersten Heeresleitung nach Belgien verlegt wurde, wurde Wehl Ende Juli 1916 zum Kommandeur der 26. Kavallerie-Brigade (1. Königlich Württembergische) ernannt. Das Regiment führte sodann der bisherige Major beim Stab, Freiherr von Gültlingen. Ehe Wehl im Oktober 1916 mit seiner Brigade, welcher auch sein bisheriges Dragoner-Regiment unterstellt war, nach Rumänien verlegt wurde, erhielt er durch Allerhöchste Ordre vom 5. Oktober von König Wilhelm II. das Ritterkreuz des Militär-Verdienstordens verliehen.
Mit der Brigade verblieb er bis Anfang 1917 in Rumänien und nahm dort u. a. an den Grenzkämpfen in den Transsilvanischen Alpen (Vulkanpass), der Schlacht am Argesch und der Eroberung von Bukarest teil, ehe die Brigade abermals bis Mitte Mai 1917 in die Reservestellung nach Belgien kommandiert wurde. Danach folgten weitere Fronteinsätze mit der Brigade im Elsass und Lothringen. 
Im Oktober 1917 wurde der Stab der 26. Kavallerie-Brigade zur Heeresgruppe Scholtz nach Mazedonien an die Salonikifront verlegt, um dort als Abschnittskommando an der serbisch-griechischen Grenze am Ohridsee und im Czernabogen Verwendung zu finden. Dort erhielt er im Februar 1918 das Kommenturkreuz 2. Klasse des Friedrichs-Ordens mit Schwertern verliehen.
Am 18. April 1918 wurde Wehl zum Generalmajor befördert und erhielt sodann auch das Hamburgische Hanseatenkreuz verliehen. Nach der finalen Offensive der Entente gegen Bulgarien im September 1918 musste auch die Gruppe Wehl den Rückzug durch Serbien bis hinter die Donau antreten. Noch im Oktober erhielt er das Komturkreuz 2. Klasse des Königlich Sächsischen Albrechts-Ordens mit Schwertern verliehen, ehe er nach dem Waffenstillstand von Compiègne in die Heimat zurückkehrte und sodann im Mai 1919 in den Ruhestand eintrat.
Nach dem Krieg war Wehl u. a. Aufsichtsrat bei der Berliner Maschinenfabrik Brodnitz & Seydel AG. Er starb am 17. Januar 1930 im 67. Lebensjahr in seiner Wohnung in Cannstatt.

### Privatleben
Achim Wehl war mit Marie Seydel verheiratet. Aus der Ehe entstammten vier Söhne, darunter auch der spätere Generalkonsul der Bundesrepublik Deutschland in Zürich Albrecht Wehl (1900–1952).

## Archivische Überlieferungen
Die militärische Personalakte von Achim Wehl befindet sich im Hauptstaatsarchiv Stuttgart unter Bestand M 430/2 Bü 2321.

## Schriften
- Achim Wehl: Dragoner-Regiment „König“ (2. Württ.) Nr. 26 im Weltkrieg 1914–1918 / nach einem ersten Entwurf des Rittmeisters a. D. v. Faber du Faur von Generalmajor z. D. Wehl Belser, Stuttgart 1921. (digital.wlb-stuttgart.de Digitalisat).